# Tadeja Majerič
Tadeja Majerič, slovenska tenisačica, 31. avgust 1990, Maribor.

## Kariera

### 2005–2012
Avgusta 2005 je zaigrala na svojem prvem profesionalnem turnirju serije ITF v Portorožu. Naslednje leto je nastopila v prvem finalu turnirja serije ITF, nastopila pa je tudi na prvem turnirju serije WTA v Portorožu, kjer je izgubila v prvem krogu. Leta 2007 je posamično prvič in do sedaj edinkrat nastopila za slovensko reprezentanco v Pokalu federacij in osvojila svoj prvi posamičen turnir serije ITF. V letu 2008 je nastopila v treh finalih turnirjev ITF v konkurenci dvojic. Leta 2009 osvojila svoj drugi posamičen turnir serije ITF, leto kasneje pa prvi turnir serije ITF v dvojicah in drugič v svoji karieri zaigrala na turnirju serije WTA. Leta 2011 je osvojila svoj tretji posamičen turnir in drugi v dvojicah serije ITF. V letu 2012 je osvojila svoj četrti posamičen turnir in tretji v dvojicah serije ITF.

### 2013
To leto je zanjo prelomno. Osvojila je dva turnirja serije ITF, sploh prvič zaigrala v kvalifikacijah turnirja za Grand Slam, najvišje doslej pa je tudi na lestvici WTA. V svoji karieri je dosedaj v glavnem žrebu turnirjev serije WTA zaigrala največkrat. Prvič je nastopila na turnirju serije Premier 5 v Dohi, kjer je izgubila v 1. krogu. Prav tako je v uvodnem krogu izgubila v Budimpešti in Bad Gasteinu.
Njen največji uspeh kariere je uvrstitev v četrtfinale turnirja WTA serije International v azerbajdžanksem Bakuju, kjer je z 0-6, 4-6 izgubila proti izralelski igralki Shahar Pe'er.

## ITF finali (9–13)

### Posamično (6–6)
| Legenda              |
| -------------------- |
| $100,000 tournaments |
| $75,000 tournaments  |
| $50,000 tournaments  |
| $25,000 tournaments  |
| $10,000 tournaments  |

| Finali po podlagah |
| ------------------ |
| trda (3–3)         |
| pesek (2–2)        |
| trava (1–1)        |
| tepih (0–0)        |

| Končna     | Št. | Datum       | Turnir                            | Podlaga  | Nasprotnica               | Izid          |
| ---------- | --- | ----------- | --------------------------------- | -------- | ------------------------- | ------------- |
| Finalistka | 1.  | 15 Maj 2006 | Zadar, Croatia                    | pesek    | Ani Mijačika              | 1–6, 5–7      |
| Zmagovalka | 1.  | 28 Avg 2007 | Palić, Serbia                     | pesek    | Biljana Pawlowa-Dimitrova | 6–2, 6–2      |
| Zmagovalka | 2.  | 11 May 2009 | Tanjung Selor, Indonezija         | trda (i) | Nudnida Luangnam          | 6–3, 7–5      |
| Finalistka | 2.  | 1 Feb 2010  | Rancho Mirage, CA, ZDA            | trda     | Olivia Sanchez            | 5–7, 0–6      |
| Zmagovalka | 3.  | 17 Jan 2011 | Muzaffarnagar, Indija             | trava    | Zheng Saisai              | 6–2, 5–7, 6–2 |
| Finalistka | 3.  | 13 Jun 2011 | Astana, Kazakhstan                | trda     | Tímea Babos               | 0–6, 2–6      |
| Finalistka | 4.  | 4 Jun 2012  | Qarshi, Uzbekistan                | trda     | Nadiya Kichenok           | 3–6, 6–7(3–7) |
| Zmagovalka | 4.  | 24 Dec 2012 | Pune, Indija                      | trda     | Başak Eraydın             | 6–2, 6–4      |
| Zmagovalka | 5.  | 7 Jan 2013  | Palm Harbor, FL, ZDA              | pesek    | Ajla Tomljanović          | 6–2, 6–3      |
| Finalistka | 5.  | 14 Jan 2013 | Port St. Lucie, FL, United States | pesek    | Sharon Fichman            | 3–6, 2–6      |
| Zmagovalka | 6.  | 29 Apr 2013 | Caracas, Venezuela                | trda     | Adriana Pérez             | 1–6, 6–3, 7–5 |
| Finalistka | 6.  | 10 Jun 2013 | Nottingham, Združeno kraljestvo   | trava    | Elena Baltacha            | 5–7, 6–7(7–9) |

### Dvojice (3–7)
| Legenda              |
| -------------------- |
| $100,000 tournaments |
| $75,000 tournaments  |
| $50,000 tournaments  |
| $25,000 tournaments  |
| $10,000 tournaments  |

| Finali po podlagah |
| ------------------ |
| trda (2–2)         |
| pesek (1–4)        |
| trava (0–0)        |
| tepih (0–1)        |

| Končna     | Št. | Datum       | Turnir             | Podlaga | Partnerka              | Nasprotnici                          | Izid             |
| Finalistka | 1.  | 28 Apr 2008 | Makarska, Croatia  | pesek   | Maša Zec Peškirič      | Polona Hercog Stephanie Vogt         | 5–7, 2–6         |
| Finalistka | 2.  | 14 Jul 2008 | Zwevegem, Belgija  | pesek   | Iveta Gerlová          | Daniëlle Harmsen Kim Kilsdonk        | 4–6, 2–6         |
| Finalistka | 3.  | 18 Avg 2008 | Moskva, Rusija     | pesek   | Natalia Ryzhonkova     | Vitalia Diatchenko Eugeniya Pashkova | 0–6, 1–6         |
| Zmagovalka | 1.  | 31 Maj 2010 | Maribor, Slovenija | pesek   | Andreja Klepač         | Alexandra Panova Ksenia Pervak       | 6–3, 7–6(8–6)    |
| Zmagovalka | 2.  | 18 Jul 2011 | Samsun, Turčija    | trda    | Mihaela Buzărnescu     | Çağla Büyükakçay Pemra Özgen         | 6–1, 6–4         |
| Finalistka | 4.  | 17 Okt 2011 | Lagos, Nigerija    | trda    | Aleksandrina Naydenova | Nina Bratchikova Melanie Klaffner    | 5–7, 7–5, [6–10] |
| Finalistka | 5.  | 19 Mar 2012 | Bangalore, Indija  | trda    | Anja Prislan           | Tamaryn Hendler Melanie Klaffner     | 2–6, 6–4, [6–10] |
| Finalistka | 6.  | 16 Jul 2012 | Imola, San Marino  | tepih   | Marina Melnikova       | Alice Balducci Federica di Sarra     | w/o              |
| Finalistka | 7.  | 27 Aug 2012 | Mamaia, Romunija   | pesek   | Danka Kovinić          | Elena Bogdan Raluca Olaru            | 6–7(4–7), 3–6    |
| Zmagovalka | 3.  | 24 Dec 2012 | Pune, Indija       | trda    | Conny Perrin           | Lu Jiajin Lu Jiaxiang                | 3–6, 7–5, [10–6] |

## Pokal federacij

### Posamično (0-1)
| Leto | Tekmovanje             | Krog | Datum     | Kraj    | Podlaga | Proti | Nasprotnica          | Rezultat | Izid  |
| ---- | ---------------------- | ---- | --------- | ------- | ------- | ----- | -------------------- | -------- | ----- |
| 2007 | 1. evroafriška skupina | PPO  | 21. april | Plovdiv | pesek   | Švica | Emmanuelle Gagliardi | 0-6, 0–6 | poraz |

### Dvojice (2-0)
| Leto | Tekmovanje             | Krog | Datum     | Kraj    | Podlaga   | Proti    | Partnerka         | Nasprotnici                | Rezultat      | Izid  |
| ---- | ---------------------- | ---- | --------- | ------- | --------- | -------- | ----------------- | -------------------------- | ------------- | ----- |
| 2007 | 1. evroafriška skupina | RR   | 19. april | Plovdiv | pesek     | Estonija | Polona Hercog     | Anett Kaasik Margit Rüütel | 1–6, 6–1, 6–4 | zmaga |
| 2010 | Svetovna skupina II    | PO   | 25. april | Maribor | pesek (I) | Japonska | Maša Zec Peškirič | Rika Fujiwara Yurika Sema  | 1–6, 6–1, 6–4 | zmaga |

## Posamični nastopi
| Tournament                  | 2005     | 2006     | 2007     | 2008     | 2009     | 2010     | 2011     | 2012     | 2013     | W–L     |
| --------------------------- | -------- | -------- | -------- | -------- | -------- | -------- | -------- | -------- | -------- | ------- |
| Grand Slam                  |          |          |          |          |          |          |          |          |          |         |
| Odprto prvenstvo Avstralije | A        | A        | A        | A        | A        | A        | A        | A        | A        | 0–0     |
| Odprto prvenstvo Francije   | A        | A        | A        | A        | A        | A        | A        | A        | LQ       | 0–0     |
| Wimbledon                   | A        | A        | A        | A        | A        | A        | A        | A        | LQ       | 0–0     |
| Odprto prvenstvo ZDA        | A        | A        | A        | A        | A        | A        | A        | A        | LQ       | 0–0     |
| zmage–porazi                | 0–0      | 0–0      | 0–0      | 0–0      | 0–0      | 0–0      | 0–0      | 0–0      | 0-0      | 0–0     |
| Premier 5                   |          |          |          |          |          |          |          |          |          |         |
| Doha                        | A        | A        | A        | A        | Not Held | Not Held | A        | A        | 1R       | 0–1     |
| zmage–porazi                | 0–0      | 0–0      | 0–0      | 0–0      | 0–0      | 0–0      | 0–0      | 0–0      | 0-1      | 0–1     |
| International series        |          |          |          |          |          |          |          |          |          |         |
| Budimpešta                  | A        | A        | A        | A        | A        | LQ       | A        | A        | 1R       | 0–1     |
| Bad Gastein                 | NH       | NH       | A        | A        | A        | A        | A        | A        | 1R       | 0–1     |
| Portorož                    | A        | 1R       | LQ       | A        | 1R       | LQ       | Not Held | Not Held | Not Held | 0–2     |
| Baku                        | Not Held | Not Held | Not Held | Not Held | Not Held | Not Held | A        | A        | QF       | 2–1     |
| zmage–porazi                | 0–0      | 0–1      | 0–0      | 0–0      | 0–1      | 0–0      | 0–0      | 0–0      | 2-3      | 2–5     |
| Državna reprezentanca       |          |          |          |          |          |          |          |          |          |         |
| Pokal federacij             | A        | A        | PO       | A        | A        | A        | A        | A        | A        | 0-1     |
| zmage-porazi                | 0–0      | 0–0      | 0–1      | 0–0      | 0–0      | 0–0      | 0–0      | 0–0      | 0-0      | 0–1     |
| Statistika                  |          |          |          |          |          |          |          |          |          |         |
| WTA Tour zmage–porazi       | 0–0      | 0–1      | 0–1      | 0–0      | 0–1      | 0–0      | 0–0      | 0–0      | 2-4      | 2–7     |
| WTA Tour zmage %            | 0%       | 0%       | 0%       | 0%       | 0%       | 0%       | 0%       | 0%       | 33%      | 22%     |
| Skupno zmage–porazi         | 0–2      | 17–8     | 24–17    | 24–21    | 28–18    | 27–24    | 29–23    | 31–24    | 32-17    | 212–154 |
| Skupno zmage %              | 0%       | 68%      | 59%      | 53%      | 61%      | 53%      | 56%      | 56%      | 65%      | 58%     |
| Končna lestvica             | -        | 626      | 581      | 398      | 291      | 295      | 279      | 227      |          | N/A     |

* Statistika osvežena 26. avgusta 2013.
Manjkajoči dvoboji ITF turnirja v Pune, Indija v letih 2011 in 2012, Pokala federacij... še niso zabeleženi na statistiki njenega profila na strani WTA.